# Schrei
Schrei es el álbum debut de la banda Alemana Tokio Hotel. En 2006, lanzaron Schrei: So Laut Du Kannst, una nueva versión del disco, más extensa. El álbum fue lanzado en Canadá por Universal Records el 25 de marzo de 2008.

## Lista de canciones
| #   | Título                         | Autores/Compositores                                                        | Duración |
| --- | ------------------------------ | --------------------------------------------------------------------------- | -------- |
| 1.  | Schrei                         | Dave Roth, David Jost                                                       | 3:16     |
| 2.  | Durch den Monsun               | Bill Kaulitz, Roth, Patrick Benzner, Jost, Peter Hoffmann                   | 3:56     |
| 3.  | Leb die sekunde                | B. Kaulitz, Roth, Benzner, Jost                                             | 3:45     |
| 4.  | Rette mich                     | Roth, Benzner, Jost                                                         | 3:42     |
| 5.  | Freunde bleiben                | Roth, Benzner, Jost                                                         | 3:42     |
| 6.  | Ich bin nicht ich              | Roth, Jost, B. Kaulitz                                                      | 3:47     |
| 7.  | Wenn nichts mehr geht          | B. Kaulitz, Roth, Benzner, Jost                                             | 3:52     |
| 8.  | Laß uns hier raus              | Roth, Benzner, Jost, B. Kaulitz, Tom Kaulitz, Georg Listing, Gustav Schäfer | 3:05     |
| 9.  | Gegen meinen Willen            | B. Kaulitz, T. Kaulitz, Listing, Schäfer , Roth, Benzner, Jost              | 3:35     |
| 10. | Jung und nicht mehr jugendfrei | B. Kaulitz, T. Kaulitz, Listing, Schäfer, Roth, Jost                        | 3:21     |
| 11. | Der letzte Tag                 | Roth, Benzner, Jost, B.Kaulitz                                              | 3:50     |
| 12. | Unendlichkeit                  | B. Kaulitz, T. Kaulitz,G. Listing, G. Schäfer                               | 2:27     |

## Schrei: So Laut Du Kannst
Schrei—so laut du kannst ("Grita — tan fuerte como puedas") es una nueva versión en alemán del álbum Schrei, de la banda Alemana Tokio Hotel.
Ya que el vocalista Bill Kaulitz cambió su voz por la pubertad, la banda decidió regrabar las canciones "Schrei", "Rette mich", y "Der letzte Tag". La versión de Schrei—so laut du kannst vendida en Alemania tiene solamente la nueva versión de "Rette mich", en cambio la vendida en Francia tiene las nuevas versiones de algunas otras canciones también.

## Lista de canciones
| #   | Título                         | Autores/Compositores                                                        | Duración |
| --- | ------------------------------ | --------------------------------------------------------------------------- | -------- |
| 1.  | Schrei                         | Dave Roth, David Jost,                                                      | 3:16     |
| 2.  | Durch den Monsun               | Bill Kaulitz, Roth, Patrick Benzner, Jost, Peter Hoffmann                   | 3:56     |
| 3.  | Leb' die Sekunde               | B. Kaulitz, Roth, Benzner, Jost                                             | 3:45     |
| 4.  | Rette mich                     | Roth, Benzner, Jost                                                         | 3:42     |
| 5.  | Freunde bleiben                | Roth, Benzner, Jost                                                         | 3:42     |
| 6.  | Ich bin nicht ich              | Roth, Jost, B. Kaulitz                                                      | 3:47     |
| 7.  | Wenn nichts mehr geht          | B. Kaulitz, Roth, Benzner, Jost                                             | 3:52     |
| 8.  | Laß uns hier raus              | Roth, Benzner, Jost, B. Kaulitz, Tom Kaulitz, Georg Listing, Gustav Schäfer | 3:05     |
| 9.  | Gegen meinen Willen            | B. Kaulitz, T. Kaulitz, Listing, Schäfer , Roth, Benzner, Jost              | 3:35     |
| 10. | Jung und nicht mehr jugendfrei | B. Kaulitz, T. Kaulitz, Listing, Schäfer, Roth, Jost                        | 3:21     |
| 11. | Der letzte Tag                 | Roth, Benzner, Jost, B.Kaulitz                                              | 3:50     |
| 12. | Unendlichkeit                  | B. Kaulitz, T. Kaulitz, Listing, Schäfer                                    | 2:27     |
| 13  | Beichte                        | Roth, Jost, Benzner                                                         | 3:33     |
| 14  | Schwarz                        | Roth, Jost, Benzner, Hoffmann, B. Kaulitz, T. Kaulitz                       | 3:20     |
| 15  | Thema Nr. 1 — Demo 2003        | Jost, B. Kaulitz, T. Kaulitz, Listing, Schäfer                              | 3:15     |

## Charts, ventas y certificaciones
| Charts                | Posición más Alta |
| --------------------- | ----------------- |
| Austrian Albums Chart | 1                 |
| Belgian Albums Chart  | 28                |
| Dutch Albums Chart    | 70                |
| Finnish Albums Chart  | 36                |
| French Albums Chart   | 12                |
| German Albums Chart   | 1                 |
| Spanish Albums Chart  | 78                |
| Swiss Albums Chart    | 3                 |

| País            | Certificación | Ventas    |
| --------------- | ------------- | --------- |
| Austria (IFPI)  | 2xPlatino     | 40,000    |
| Europa (IFPI)   | Platino       | 1,000,000 |
| Alemania (IFPI) | Platino       | 300,000   |
| Rumania (IFPI)  | Oro           | 2,000     |
| Mundo Entero    | Platino       | 1,500,000 |